# 自然喜歡你
《自然喜歡你》是台灣歌手蘇慧倫的第十張大碟，第二張粵語大碟，於1996年2月推出。專輯的第一主打歌是《給四季預算》，是一首無伴奏合唱歌曲，而第二主打歌是和馬來西亞歌手巫奇合唱的《有誰像你愛我》。另外，這專輯所有曲目是原創的，並非由國語改編的。

## 曲目
| 曲序 | 曲名                               | 曲     | 詞     | 編曲      | 備註             |
| 01   | 給四季預算                         | 包小柏 | 陳少琪 | One Voice | 原名《一年之計》 |
| 02   | 有誰像你愛我                       | 包小松 | 李雄   | 戴維雄    | 獨唱版本         |
| 03   | 尖東奇遇你是誰                     | 陳世偉 | 勞雙恩 | 蔡朝華    |                  |
| 04   | 這樣已經是最好                     | 包小柏 | 林夕   | 蔡朝華    |                  |
| 05   | 自然喜歡你                         | 周華健 | 李雄   | 洪敬堯    |                  |
| 06   | 要你記住我                         | 包小柏 | 林夕   | 包小松    |                  |
| 07   | 春的花 秋的風 冬的飄雪 愛的人      | 賴雨辰 | 勞雙恩 | 賴雨農    |                  |
| 08   | 從今天去想                         | 包小松 | 周禮茂 | 包小松    |                  |
| 09   | Don't You Worry Baby               | 包小柏 | 陳少琪 | 陳嘉樂    |                  |
| 10   | 有誰像你愛我（合唱版）（巫奇合唱） | 包小松 | 李雄   | 戴維雄    | 合唱版本         |
| 11   | 開始愛情不可怕！對嗎？             | 包小柏 | 李雄   | 洪敬堯    |                  |

## 唱片版本
- 盒帶版
- CD版
- CD首批特別版，附送《有誰像你愛我（合唱版）》單曲CD